# Flora
Flora je v rimski mitologiji boginja cvetja in pomladi. Po navadi je upodobljena kot mlado, lepo dekle s šopkom cvetja v roki. Poročena je bila z bogom vetra Favonijem, njen spremljevalec je bil Herkul.
Kot zgolj ena od boginj, povezanih s plodnostjo, je bila razmeroma obroben lik v rimskem panteonu, vendar je imela velik pomen ob začetku pomladi. Rimljani so od leta 240 pr.n.št. prirejali vsakoletni festival Floralia, ki se je začel 28. aprila in je trajal šest dni, s čimer so obeleževali obnovitev cikla življenja, pitje in cvetje. Njena grška ustreznica je bila Klorida, ki pa ni bila boginja, temveč nimfa.
Danes z izrazom »flora« označujemo skupnost rastlin, ki uspeva na določenem območju v določenem času.